# Toronto Indoor 1972
Il Toronto Indoor 1972 è stato un torneo di tennis giocato sul sintetico indoor. È stata la 2ª edizione dello Toronto Indoor, che fa parte del World Championship Tennis 1972. Si è giocato a Toronto in Canada dal 20 al 26 febbraio 1972.

## Campioni

### Singolare maschile
Rod Laver ha battuto in finale  Ken Rosewall con il punteggio di 6–1 6–4

### Doppio maschile
Bob Carmichael /  Ray Ruffels hanno battuto in finale  Roy Emerson /  Rod Laver con il punteggio di 6–4, 4–6, 6–4